# Hogna bhougavia
Hogna bhougavia là một loài nhện trong họ Lycosidae.
Loài này thuộc chi Hogna. Hogna bhougavia được Carl Friedrich Roewer miêu tả năm 1960.